# Будинок на пагорбах
Будинок на пагорбах (англ. A House in the Hills) — трилер 1993 року.

## Сюжет
Алекс мріє про блискучу кар'єру голлівудської зірки, однак поки вона змушена лише наглядати за шикарним будинком під час відсутності його господарів. Тим часом за домом постійно спостерігає колишній в'язень Міккі, спраглий помститися його власникам. Алекс, не підозрюючи підступу, впускає чарівного Міккі на поріг, і починає розігрувати перед ним гостинну господиню цього будинку. Завдяки її лицедійству разом з неминучими неприємностями, в житті дівчини з'являється і велика пристрасть.

## У ролях
| Актор             | Роль             |
| ----------------- | ---------------- |
| Майкл Медсен      | Міккі            |
| Хелен Слейтер     | Алекс Вівер      |
| Джефрі Тембор     | Віллі            |
| Джеймс Лоренсон   | Рональд Ренкін   |
| Елісса Давалос    | Сондра Ренкін    |
| Тейлор Лі         | Патті Нейбауер   |
| Тоні Беррі        | Сьюзі            |
| Джеймс Нолленхофф | шеф              |
| Маргарет Парк     | реєстратор       |
| Лару М. Малл      | продюсер         |
| Вінсент Ітон      | режисер          |
| Саллі Дейкін      | режисер кастингу |
| Пітер Ріменс      | метрдотель       |
| Бренда Колом      | покоївка         |
| Рон Ла Пас        | поліцейський     |